# 2-й Фруктовий провулок (Житомир)
2-й Фруктовий провулок — провулок в Корольовському районі міста Житомир.

## Розташування
Розташований у завокзальній частині міста. Бере початок від Фруктової вулиці. Прямує на північний схід. Завершується перехрестям з 1-м Фруктовим провулком. 

## Історія
Провулок виник у 1950 році. До 1958 року мав назву Радгоспний. З 1958 року чинна назва. Забудова провулка сформувалася у 1950 — 1960-х рр. Станом на 1968 рік садибна забудова провулка сформована.